# Argynnis ella
Argynnis ella is een vlinder uit de familie van de Nymphalidae. De wetenschappelijke naam van de soort is voor het eerst geldig gepubliceerd in 1864 door Otto Vasilievich Bremer.